# Ničivá vlna
Ničivá vlna (1963, Далёкая Радуга) je vědeckofantastický román ruských sovětských spisovatelů bratrů Strugackých, odehrávající se ve 22. století v tzv. Světě Poledne. Tématem románu je problém odpovědnosti vědců vůči jejich okolí za své pokusy.

## Obsah románu
Román se odehrává roku 2156 na planetě Duha, kde se již třicet let provádějí pokusy s technologií nulové transportace (zkráceně nula-T) založené na teleportaci. Vedlejším produktem každého pokusu jsou vždy dvě energetické Vlny, pohybující se od pólu k rovníku. Někdy jsou malé a ihned se rozpadají, jindy jsou větší a ničí části planety i s infrastrukturou. Doposud šly tyto velké Vlny vždy zastavit pomocí tzv. charybd, tj. velkých telemechanických tanků vybavených lapači energie.
Děj se odehrává během jednoho dne, kdy se díky opakovaným pokusům zhroutí časoprostor planety a od obou pólů se směrem k rovníku blíží dvě gigantické Vlny. Brzy se zjistí, že jsou nezničitelné a nezastavitelné. Obyvatelé planety, mezi kterými jsou nejen vědci, ale i ženy a děti, se shromáždí v úzkém metropolitním pruhu podél rovníku. Autoři tak vytvořili prostředí, ve kterém mohou zkoumat chování lidí v kritické situaci.
K planetě se blíží velká dopravní loď Střela, ale ta nemůže dorazit včas. Na Duze je k dispozici pouze malá výsadková loď Tariel II, které velí Leonid Gorbovskij. Zatímco rada Duhy projednává, jak, koho a co zachránit, přichází Gorbovskij s návrhem, který všichni nakonec přijmou. Nechá ze své lodi odstranit veškeré vybavení pro mezihvězdné cestování a nechá na ni nalodit děti a matky s novorozenci a naložit také ty nejcennější výzkumné materiály. Samotný Gorbovskij se svou posádkou odmítnou na loď nastoupit, aby udělali místo pro jiné. Tariel II je pak poslán na oběžnou dráhu kolem planety, aby vyčkal příletu Střely.
Zbytek dospělého obyvatelstva pak čeká na okamžik, kdy se obě Vlny spojí v metropolitní oblasti. Plány vyhrabat hlubokou jeskyni nebo podplavat Vlnu se ukazují jako nereálné. Všem je jasné, že zahynou. Gorbovskij tráví své poslední hodiny důstojně a v klidu na pláži. Na konci románu se ale ukáže, že jeden z obyvatelů planety určitě přežije. Je to Camille, nesmrtelný kyborg, který je posledním z tzv. Ďáblovy třináctky, tj. ze skupiny vědců, kteří se rozhodli propojit se stroji. Camille však říká, že tyto pokusy se nezdařily. Člověk se nemůže stát necitelným strojem a přestat být člověkem.

## Poznámka
1. ↑  Žádný další text obou bratrů nevysvětluje, jak se Leonid Gorbovskij před Vlnou zachránil. Vystupuje totiž živý a zdravý v románu Špunt (1971, Малыш), který se odehrává v roce 2160.

## Česká vydání
- Ničivá vlna, Svět sovětů, Praha 1965, přeložil Jaroslav Piskáček, znovu Laser a Triton, Plzeň a Praha 2003.